# Kronenbourg
Kronenbourg (Кронанбур) — французская торговая марка пива, один из ведущих брендов международной пивоваренной компании Carlsberg Group. Kronenbourg 1664 — самое популярное пиво во Франции, на которое приходится около трети внутреннего потребления пива в стране.
Основной сорт торговой марки — Kronenbourg 1664, светлый лагер, экспорт которого осуществляется в десятки стран мира.
Пиво торговой марки производится на пивоваренных мощностях во французском городке Оберне, некоторые сорта также выпускаются по лицензии за рубежом, в Великобритании. С апреля 2015 года сорта Kronenbourg 1664 и Kronenbourg 1664 Blanc для восточноевропейского рынка изготавливаются по лицензии на Киевском заводе компании Carlsberg Ukraine.

## История

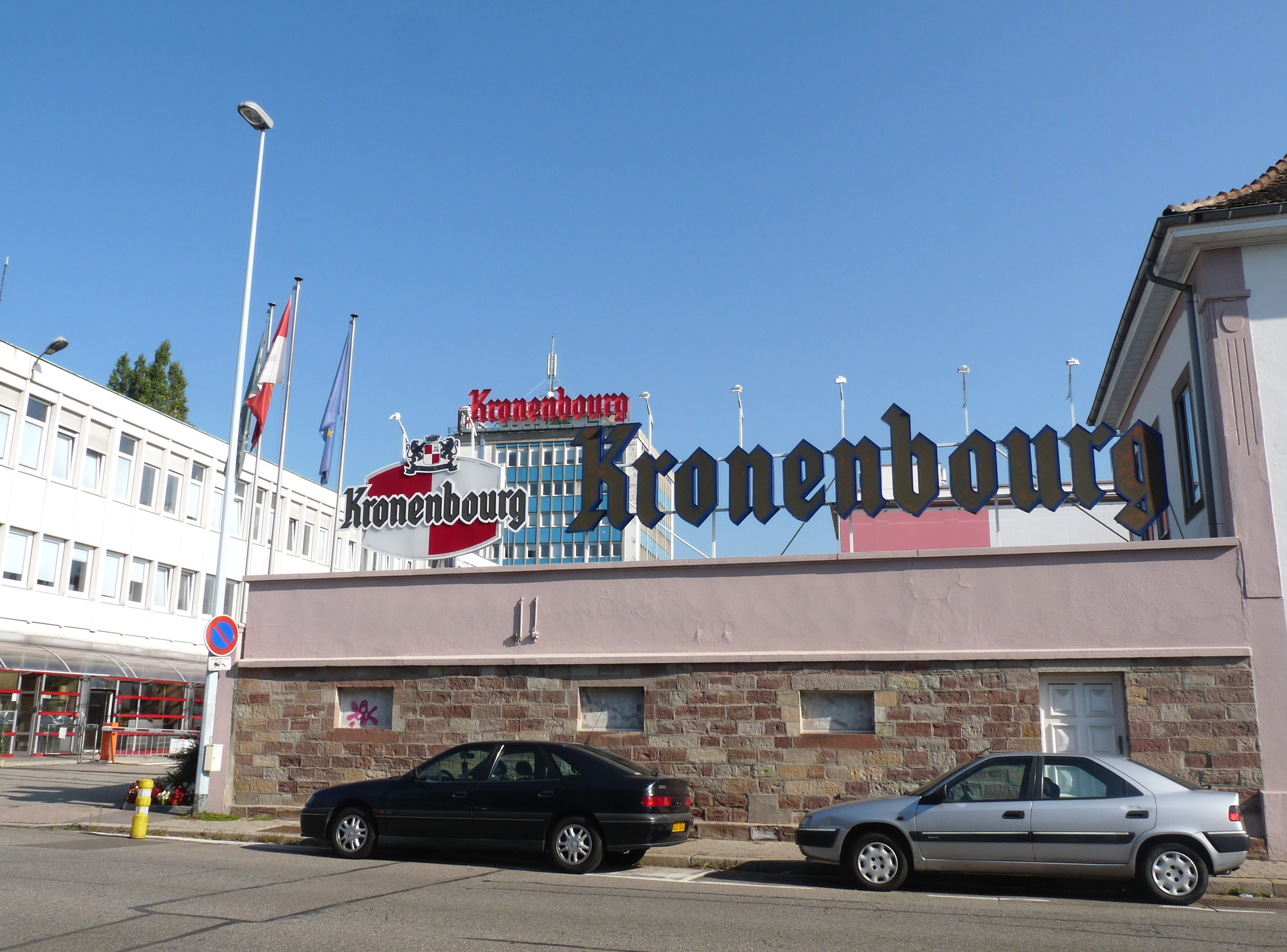
Штаб-квартира Brasseries Kronenbourg в Страсбурге

Началом истории торговой марки Kronenbourg считается 1664 год, в котором Жеронимус Гатт, только что получивший сертификат пивовара, основал в Страсбурге пивоварню Le Canon. В течение нескольких последующих столетий пивоварня оставалась семейным делом семьи Гатт. В конце 1850 года производство было перенесено в страсбургскую местность Кронанбур (фр. Cronenbourg), где ей, в отличие от предыдущего местонахождения, не угрожали паводки в результате разливов реки Иль.
В 1922 году семья Гатт приобрела известный в городе ресторан Le Grand Tigre и запустила в производство пиво Tigre Bock, которое уже в 1930 году стало самым продаваемым пивом Франции.
В 1947 году Жером Гатт, восьмой в династии страсбургских пивоваров, принял решение о дальнейшей коммерциализации семейной пивоварни и зарегистрировал торговую марку Kronenbourg, первая буква которой, в отличие от франкоязычного Cronenbourg, соответствовала немецкой грамматике и должна была подчеркивать, что пиво производится скорее по немецким, чем по значительно менее известным французским, пивоваренным традициям.
Маркетинговая стратегия оказалась удачной, и объёмы продаж пива Kronenbourg, включая внедрение в производство в 1952 году сорта Kronenbourg 1664, постоянно росли. Со временем производственные мощности в Страсбурге уже не могли обеспечивать надлежащие объёмы производства, и в 1969 году компания построила новый пивоваренный завод в городе Оберне, который стал к тому времени крупнейшим в Европе.А уже через год активы Kronenbourg были приобретены группой компаний BSN (сейчас известна как Danone).
В 2000 году владельцем Kronenbourg стала крупная британская пивоваренная корпорация Scottish & Newcastle (S&N), сумма продажи составила 1,7 млрд. фунтов. В 2008 году ведущие игроки мирового пивного рынка — нидерландская компания Heineken и датская Carlsberg Group совместными усилиями приобрели корпорацию S&N и разделили между собой её активы. Активы Kronenbourg отошли в собственность Carlsberg Group.

## Kronenbourg и искусство
С начала 2000-х годов Kronenbourg начал сотрудничать с ведущими французскими и иностранными дизайнерами с целью разработки тары и пивных аксессуаров, которые подчеркивали бы инновационность этого бренда. Так, в 2003 году был разработан обновленный дизайн колонны по разливу пива, которая выиграла «Приз Януса», присужденный Французским институтом дизайна за свою «современность и эстетизм».
С 2004 по 2006 год бренд сотрудничал с дизайнером Филиппом Старком, который по-своему обновил вид аксессуаров Kronenbourg.
В 2010 году французское рекламное агентство «Fred & Farid» создало дизайн трех бокалов, которые вышли лимитированной серией.

### Сотрудничество с Кристианом Лакруа
С 2011 года бренд начал сотрудничество с известными французским модельером и дизайнером Кристианом Лакруа, создавшим коллекцию дизайнов, по его мнению, отражающих историю и ценности бренда. В 2012 году это сотрудничество развилось в проект «Французское искусство удовольствия», выразившийся в создании серии эскизов для использования в визуальных рекламных материалах.

### Сотрудничество с Эриком Кантона
В 2013 году бренд Kronenbourg реализовал совместный проект «Творческий Аперитив» с известным в прошлом футболистом Эриком Кантона, который решил попробовать свои силы в дизайне. Результатом проекта стала серия абстрактных рисунков на фоне белого матового фона бутылок, вышедших лимитированной серией.

## Ассортимент пива

### Kronenbourg
- Kronenbourg — светлое пиво с содержанием алкоголя 4,2 %, выпускается с 1947 года;
- Kronenbourg Extra Fine — светлое пиво с пониженным содержанием алкоголя (2,1 %), выпускается с 2007 года;
- Kronenbourg 7°2 — светлое крепкое пиво с содержанием алкоголя 7,2 %, выпускается с 2007 года;
- Kronenbourg Pur Malt — безалкогольное светлое пиво, выпускается с 2000 года;

### Kronenbourg 1664
Kronenbourg 1664 был запущен в 1952 году с целью подчеркивания давности пивоваренных традиций производителя.
- Kronenbourg 1664 — светлый лагер, самый популярный сорт торговой марки. В маркетинговых материалах отмечается, что этот сорт производится по оригинальной рецептуре 1664 года с использованием ароматического Эльзасского хмеля Strisselspalt. Также производится по лицензии за рубежом. Содержание алкоголя — 5,5 % (в пиве британского производства — 5,0 %).
- Kronenbourg 1664 Blanc — «белое» (пшеничное нефильтрованое) пиво с содержанием алкоголя 5,0 %, выпускается с 2006 года.  От традиционных сортов пшеничного пива отличается пряно-фруктовым привкусом, который достигается добавлением сиропа, карамели, вкусоароматической добавки, а также апельсиновой цедры и кориандра. Разливается в оригинальную бутылку фирменной конусообразной формы объёмом 0,46 л и цвета голубого кобальта.
- Kronenbourg 1664 Gold — светлое крепкое пиво с содержанием алкоголя 6,1 %, выпускается с 1997 года;
- Kronenbourg 1664 Millésime  — светлое крепкое пиво с содержанием алкоголя 6,7 %, выпускается с 2011 года;

На экспорте вне стран ЕС разливается в похожую тару ёмкостью 0,33 л.